# Reek Point
Der Reek Point (englisch für Gestankspitze) ist eine Landspitze, die das nördliche Ende von Zavodovski Island im Archipel der Südlichen Sandwichinseln markiert. 
Das UK Antarctic Place-Names Committee benannte sie 1971 nach der Geruchsentwicklung durch die vulkanischen Gase, die charakteristisch sind für die Insel.